# Tombeau de Thiệu Trị
Le tombeau de Thiệu Trị  est situé sur le territoire du village de Cu Chanh, commune Thuy Bang, sous-préfecture de Huong Thuy, à environ 8 km de Hué.
La construction du tombeau fut commencée le 11 février 1848 et fut achevée 10 mois plus tard.

## Description
Le tombeau est adossé au pied de la montagne de Nhuan Dao. Devant, s’étend un terrain plat, planté d’arbres verdoyants alternant avec les rizières longeant la rive de la Rivière des Parfums jusqu’au pont de Lim.

### La zone du mausolée
Elle est située à droite, devant le lac de Nhuan Trach reliant le lac de Dien.
Après le lac de Nhuan Trach, un portique en bronze conduit à la Cour d’honneur (Bai Dinh). Deux rangs de statues, en pierres Trach, représentent dignement l’art statuaire de la 1re moitié du XIXe siècle à Huế. 
La Cour d’honneur et le pavillon à étages de Duc Hinh sont situés sur une colline en forme de carapace de tortue. Aujourd’hui, le pavillon de Duc Hinh est en ruines. La Cour d’honneur, encore appelée Phuong Dinh, contient une stèle sur laquelle sont gravées 2 500 caractères d’un texte de Tự Đức, exaltant les exploits et vertus de son père, le roi.
Enjambant le lac de Ngung Thuy, on retrouve 3 ponts: Chanh Trung (au centre), celui de Dong Hoa (à droite) et celui de Tay Dinh (à gauche). Ils conduisent à Buu Thanh, la tombe renfermant la dépouille du roi Thiệu Trị.

### Le lieu de culte
Il est construit à part, à environ 100 m à gauche du pavillon de Duc Hinh. 
Après, la porte de marbre (Nghi Mon), 3 marches conduisent à la porte Hong Trach Mon menant au temple de Buu Duc. C’est l’endroit de culte où l’on retrouve les tablettes funéraires du roi et de la reine Tu Du (femme du roi). 
Dans le temple principal, dans les niches sur la toiture et sur la porte de Hong Trach, sont gravés plus de 450 caractères formant des poèmes de grande valeur littéraire et éducative. 
Les constructions secondaires comme les temples de gauche et de droite, les temples de devant et de derrière, groupés tout autour du temple de Buu Duc, rajoutent à l’aspect solennel du temple principal.